# スバル・アルシオーネ
アルシオーネ（ALCYONE）は、富士重工業（現・SUBARU）が1985年から1991年にかけて製造・販売していたクーペ型の乗用車である。欧州市場とオーストラリアではボルテックス（VORTEX：英語で「渦」の意味）の名で販売された。

## 概要

### 登場背景
1985年1月に「XT」としてデトロイト・モーターショーで初公開された。発表に際して、各国のモータージャーナリストを招いた大々的な試乗会やハリウッド映画への登場といった入念な事前プロモーションが行われ、富士重工業のアメリカ市場に対する期待の大きさを窺わせた。
2.7VX 専用の水平対向6気筒エンジン「ER27」は、1985年10月、第26回「東京モーターショー」に参考出品されたアルシオーネベースのコンセプトカー「ACX-II」で公開されている。「ACX-II」は走行可能なコンセプトカーで走行シーンも公開されたが、この時点では、ブリスターフェンダーによって3ナンバーに拡幅された全幅やショーカーらしい数々のギミックは明らかに商品化を前提にしたものではなかった。

### アメリカでの評価
アメリカ市場では1985年2月の発売直後こそ好調な販売で推移したが、同年9月のプラザ合意による急激な円高のために商品力が低下。急遽、既存の4気筒エンジンに2気筒を追加して6気筒とした「XT6」が企画され、1988年モデルイヤーから販売に移された（同時に4気筒エンジン車は廃止）。しかし、「廉価でスタイリッシュなクーペ」から「先進的な高級パーソナルクーペ」への突然の路線変更が受け入れられたとは言い難く、期待されたアメリカ市場での販売を回復することができないまま1991年に販売を終了。完全な専用設計とした後継車種の「SVX」に再起を賭けることになった。

### 日本での評価
『4WDアヴァンギャルド』、『オトナアヴァンギャルド』のキャッチコピーで1985年6月8日に発売されたが、「走る三角定規」などとも揶揄される極端なくさび形のエクステリアが奇抜すぎると捉えられ、さらに4気筒エンジンや足回りが3代目レオーネとほぼ同一でフラッグシップ車としてのイメージが薄く、そして価格も高めだったことから、他社の大型スポーツクーペに歯が立たず、発売当初から売れ行きは不調であった。

### エクステリア
SUBARU（旧・富士重工業）の創業以来、リトラクタブル・ヘッドライトが搭載された唯一の車種である。特徴的なウェッジシェイプ（くさび形）のスタイリングで、カタログには「エアクラフトテクノロジーの血統」と日本車で初めてCD（空気抵抗係数）値＝0.30の壁を突破、CD値＝0.29を達成し、CD×A（空気抵抗係数×前面投影面積）＝0.53、CLF（揚力係数（前））＝0.10、CLR（揚力係数（後））＝0（いずれもVSターボ）という空力性能の理想の徹底追求が大きく謳われており、
- リトラクタブルヘッドライト採用の低いフロントフード
- フロント、リヤウィンドウの傾斜角を同じ28度に設定
- 複雑な三次元成形のリヤウィンドウ採用による、フラッシュサーフェス・ラップラウンド・キャビン
- ライズアップ格納機構を備えたコンシールドタイプ・シングルブレードワイパーの採用
- ボディからフローティングさせた「スペースドアミラー」
- 可動式フラップでボディ表面の凹凸を完全になくす「エアプレーンタイプドアハンドル」
- アンダーフロアのフラットボトム化
- タイヤハウスへの風の巻き込みを防止するサイドエアフラップ
- ボディ下部に流れる空気を整流してスムースに流すリヤアンダースポイラー
- 空気抵抗と揚力低減に最適なハイデッキ、ダックテール形状

などが列挙されている。自動車工学では車両の空気抵抗の低減は燃費、高速安定性など自動車の性能向上に有効であることは分かっていたが、市販乗用車でアルシオーネほど空力性能を訴求した例はなく、それがどれほどの効果があったのかはともかく、今なお、斬新なボディ・スタイリングとともに、現在もアルシオーネを特徴付けているポイントである。
一方、2,465 mmというホイールベースは3代目レオーネ（AA型）と全く同じで、全長×全幅×全高＝4,450（4,510※2.7VX）×1,690×1,335（1,295※VSターボ）mmという寸法は、1982年登場の2代目ホンダ・プレリュードの全長×全幅×全高＝4,295×1,690×1,295 mm （XX)にかなり近い。ただし、アメリカ仕様は、最低地上高の安全基準を満たすためにレオーネ並の車高になっている。
ボディカラーはVRターボ、VSターボともにツートンカラーとし、ホワイト、レッド、ブルー、ダークグレーのそれぞれがライトグレーとの組み合わせとなっている。
1987年7月、水平対向6気筒エンジン搭載の2.7VXの登場に伴いマイナーチェンジ。2.7VXにはパールホワイト・マイカ、ディープレッド・マイカ単色の専用色が与えられ、開口部を拡大したフォグライト埋込の大型衝撃吸収バンパー、また、フロントフードのエアインテークが省略される。4気筒シリーズについては2トーンカラーを継続。ホイールの14インチ化に伴う、新デザインのホイールキャップの採用など変更は軽微に留まり、差別化が図られた。またグレード名から「ターボ」が外れ、単に「VR」「VS」と呼ばれるようになった。

### インテリア
低めの着座位置に高いセンターコンソールといった、当時の「スペシャリティ・クーペ」の文法に適ったドライビングポジションに、センターコンソールから運転席前方に続く切り立った広い平面に、スイッチ、メーター類を散りばめた、壮観なインストルメントパネル、ガングリップ・タイプのシフトレバー、左右非対称のL字型スポークステアリング、一般的なコラムスイッチの機能をそれぞれボタンスイッチに分割して独立したパネルに配置した「コントロール・ウィング」の組み合わせは、当時の富士重工業の主張する個性が良くも悪くも形になったものである。L字型スポークステアリングは、ハンドルを切ると感覚が掴みにくいという欠点もあった。
また、テレビゲームさながらのデザインが話題になった「エレクトロニック・インストルメントパネル」と呼ばれる液晶式デジタル・メーターも用意された。
前期型は、簡単な減算・平均車速表示機能の付いたトリップコンピューター、4スピーカーロジックコントロール機能付きAM/FMチューナーカセットコンポも標準装備とされ、当時の富士重工業のフラッグシップに相応しいフル装備を誇った。
内装色には、前期型が標準車が明るいブラウン系内装、ブルー・メタリック2トーン外装色にブルー系内装にモケット+ビニールレザーの組み合わせ。
1986年、ビニールレザー張りだったリアシートを、フロントシートと同一のモケット生地に改めた。
1987年のマイナーチェンジ以降は2.7VXのみがダークブラウンに毛足の長いディンプルモケット生地の組み合わせ、4気筒エンジン搭載の標準車にグレー内装、ブルー・メタリック2トーン外装色にブルー系内装とモケット生地の組み合わせとなった。

### エンジン・ドライブトレイン

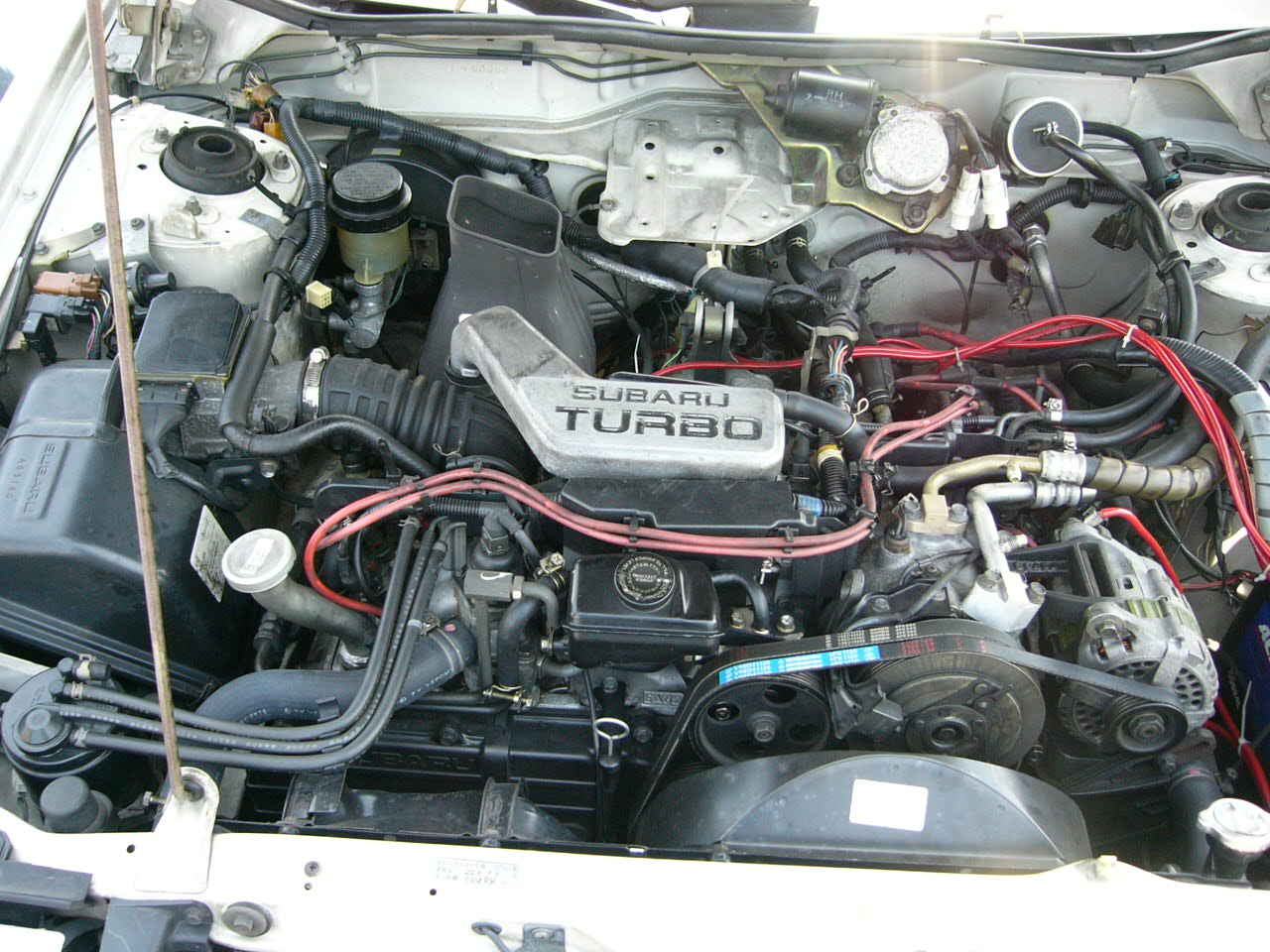
VRターボに搭載されるEA82型ターボチャージャー

エンジンは、レオーネ1.8 L GTターボと共通の水平対向4気筒SOHC「EA82ターボ」（最高出力：135 PS / 5,600 rpm、最大トルク：20.0 kgf·m / 2,800 rpm（いずれもグロス値））を搭載。低くスラントしたフロントノーズのために補機類配置が見直されている（スペアタイヤは、エンジンの上でなく、後部トランク内に収納されている）。
VRターボAT車には、急加速時、急制動時、雨天時に、アクセル、ブレーキ、ワイパーと連動して、自動的にAWDに切り替わる 「AUTO-4WD」 システムが搭載されていた。これは当時パーツサプライヤーの供給するABSの作動精度が現在に比べ著しく甘く、そもそも前後のドライブトレインを連結したAWDなら、加速・制動時のホイールスピンやロックを防ぐために効果的であることから考えられたシステムで、現在のAWDの高度な駆動力制御の先鞭をつけたものといえる。VRターボの5速MT車は、副変速機「デュアルレンジ」を装備しない、当時の富士重工業のAWDラインナップの中でも最も簡潔なシステムが与えられた。VSターボは、国内向け3代目レオーネにはFF＋EA82型ターボの設定がなかったため、当時の富士重工業のラインナップの中でも異色の存在だった。
1987年7月のマイナーチェンジで追加された2.7VXには、既存のEA82型エンジンに2気筒を追加した、水平対向6気筒SOHC「ER27」エンジンが搭載された。ボアおよびストロークは「EA82」と共通であるが、このエンジンがアルシオーネ以外に搭載されることはなく、事実上、専用設計となっている。最高出力：150 PS / 5,200 rpm、最大トルク：21.5 kgf·m / 4,000 rpmを発生した。
2.7VXおよびVRには、MP-Tの油圧をパルス制御することによって、前後の駆動力配分を自動的かつ連続的に変化させる 「電子制御アクティブトルクスプリット4WD（ACT-4）」 を搭載。これは2WDに比べ駆動力に優れる AWD 本来の特性に、前後の駆動力を変化させることで自動車の操縦性まで変化させることを可能にした画期的な駆動力制御で、現在の 「VTD-AWD」 につながる富士重工業のAWDシステムの中核に位置する技術である。また、2.7VX、VRのATには、それまでの3速に代わり、4速の 「E-4AT」 が与えられた。6気筒・4気筒シリーズともにトランスミッション・ギヤ比は共通である。また、このマイナーチェンジで、VRの5速MT車は、それまでのパートタイムAWDから、レオーネRX-II と同じバキューム・サーボ式デフロック機能を備えた、遊星歯車センターデフ付のフルタイムAWDに改められた。
2.7VXの専用14インチアルミホイールは、AA型レオーネ のPCD 140 mm 4穴 に対して、 PCD 100 mm 5穴 を採用。ハブベアリングは、EA82型エンジン搭載車 が1組のボールベアリング支持に対し、2.7VX では1組のローラーベアリング支持に変更。これに伴い アウター側のオイルシールが変更された。

### シャシー・サスペンション
シャシー・サスペンションともに、基本的にはレオーネ1.8 L GTターボと共通だが、2.7VX、VRターボがE-PS（エレクトロ・ニューマティック・サスペンション）と呼ばれる、オートセルフ・レベリングつきエアサスペンションを装備するのに対し、VSターボはコイルスプリング・サスペンションとなる。E-PSはハイトコントロール（車高調整）機構付きで、標準車高の165 mmとハイ車高195 mmの2段階で任意の車高を選択可能で、ハイ車高で80 km/hに達すると自動的にノーマル車高へ復帰、さらに50 km/h以下になると自動的にハイ車高に戻る機能を備えていた。

## 歴史 AX4/AX7/AX9型 (1985年 - 1991年)
| 年     | 月日    | イベント                                                                                   |
| ------ | ------- | ------------------------------------------------------------------------------------------ |
| 1985年 | 1月     | デトロイト・モーターショーで北米初公開。                                                   |
| 1985年 | 6月8日  | 日本発売。                                                                                 |
| 1985年 | 10月    | 第26回「東京モーターショー」に2.7 L水平対向6気筒エンジン搭載「ACX-II」を参考出品。         |
| 1986年 | 3月     | VSターボオートマチック追加。                                                               |
| 1987年 | 7月4日  | 2.7 L水平対向6気筒エンジン搭載「2.7VX」追加。アルシオーネ・シリーズ マイナーチェンジ。     |
| 1989年 | 8月     | 2.7VXに新色「ブラックマイカ」追加他、ボディカラーのBC/BF型レガシィとの共用化。受注生産に。 |
| 1991年 | 9月18日 | アルシオーネSVX発売（モデルチェンジ）。                                                    |

### グレード展開

#### 日本
1985年6月の発売当初はVRターボ（4WD）とVSターボ（FF）の2種類。トランスミッションは5速MTが標準で、VRターボのみ3速ATが選択可能だった。新車解説書には3代目レオーネ（オールニューレオーネ）の2ドア版との明記がある。
1986年3月、VSターボに3速ATを追加。
1987年7月、2.7VXを追加。トランスミッションは「E-4AT」と呼ばれる4速ATのみ。また、VRターボはVRに、VSターボはVSにそれぞれ呼称が変更され、AT車は3速から4速に多段化、4WD・AT車のトランスファーがMP-T（マルチプレート・トランスファ）からACT-4（アクティブトルクスプリット4WD）になった。
1989年2月、初代レガシィ登場にあわせてボディカラーのラインナップを共通化。2.7VXのみ専用色の「ブラックマイカ」を追加。また、全車受注生産に移行。
1991年8月、生産終了。在庫対応分のみの販売となる。
1991年9月、アルシオーネSVXの発売と同時に販売終了。

### トピック
- 当時の富士重工では社用車としてレオーネを使っていたが、他人と同じ自動車に乗ることを嫌った当時の社長は、アルシオーネを社長用の社用車として使った。2ドア車であるため、社長は助手席に乗ることになった。
- 日本発売直後の1985年8月、オーストラリアで行われた「ウインズ・サファリ・ラリー」に、当時富士重工業社員でS.M.S.G（スバル・モーター・スポーツ・グループ）の監督兼エースドライバーだった高岡祥郎（コ・ドライバー：B.レイク）が出場。オーストラリア大陸を縦断する総走行距離5,690 kmの過酷なマラソンラリーだったが、2日目にエンジントラブルでリタイアを喫した。

## 車名の由来
名称はプレアデス星団（和名: すばる）で最も明るい恒星のアルキオネ（Alcyone、おうし座η星）から、さらに星名はギリシア神話に登場するプレイアデスの1人アルキュオネー （古希: Ἀλκυόνη, Alkyonē, ラテン語: Alcyone）から取られている。